# Giuliano Pavanello
Giuliano Pavanello (Musile di Piave, 29 novembre 1961) è un ex ciclista su strada italiano, professionista dal 1983 al 1985.

## Carriera
Nato nel 1961 a Musile di Piave, in provincia di Venezia, inizia la carriera da dilettante nel 1980 con la G.S. Serrande - De Nardi - Bottecchia, vincendo il Gran Premio di Poggiana e il Giro Tre Province Toscane. L'anno successivo, con la G.S. La Tiesse Spinazzé, ottiene il successo nel Giro del Piave e conclude terzo nel Trofeo ZSŠDI, mentre nel 1982 arriva secondo ai Mondiali militari.
Passato professionista a 22 anni, nel 1983, con la Mareno-Wilier Triestina, partecipa al Giro d'Italia di quell'anno, arrivando 100º in classifica generale e ottenendo come miglior risultato un quarto posto nella terza tappa, da Comacchio a Fano. Nel 1984, oltre al terzo posto al Giro di Toscana, al quinto al Giro di Romagna e alla partecipazione alla Freccia Vallone, prende parte di nuovo al Giro d'Italia, arrivando quarto nella sesta tappa, da Chieti a Foggia, ma non portando a termine la corsa.
Chiude la carriera da professionista con la Santini-Krups-Conti-Galli, nel 1985, anno in cui partecipa sia al Giro d'Italia (108º in classifica generale) sia al Tour de France, concluso in 139ª posizione, con un quindicesimo posto nella diciannovesima tappa, da Pau a Bordeaux, come miglior risultato.
Tornato alla categoria dilettanti, nel 1988 vince il Giro del Medio Brenta. Nel seguito della sua vita si è dedicato al triathlon, diventando presidente dell'associazione sportiva ASD Pavanello Eroi del Piave di San Biagio di Callalta.

## Palmarès
- 1980 (G.S. Serrande - De Nardi - Bottecchia, Dilettanti, due vittorie)

Gran Premio di Poggiana
Giro Tre Province Toscane
- 1981 (G.S. La Tiesse Spinazzé, Dilettanti, una vittoria)

Giro del Piave
- 1988 (Dilettanti, una vittoria)

Giro del Medio Brenta

## Piazzamenti

### Grandi Giri
- Giro d'Italia

1983: 100º
1984: ritirato
1985: 108º
- Tour de France

1985: 139º